# Motor de Smethwick

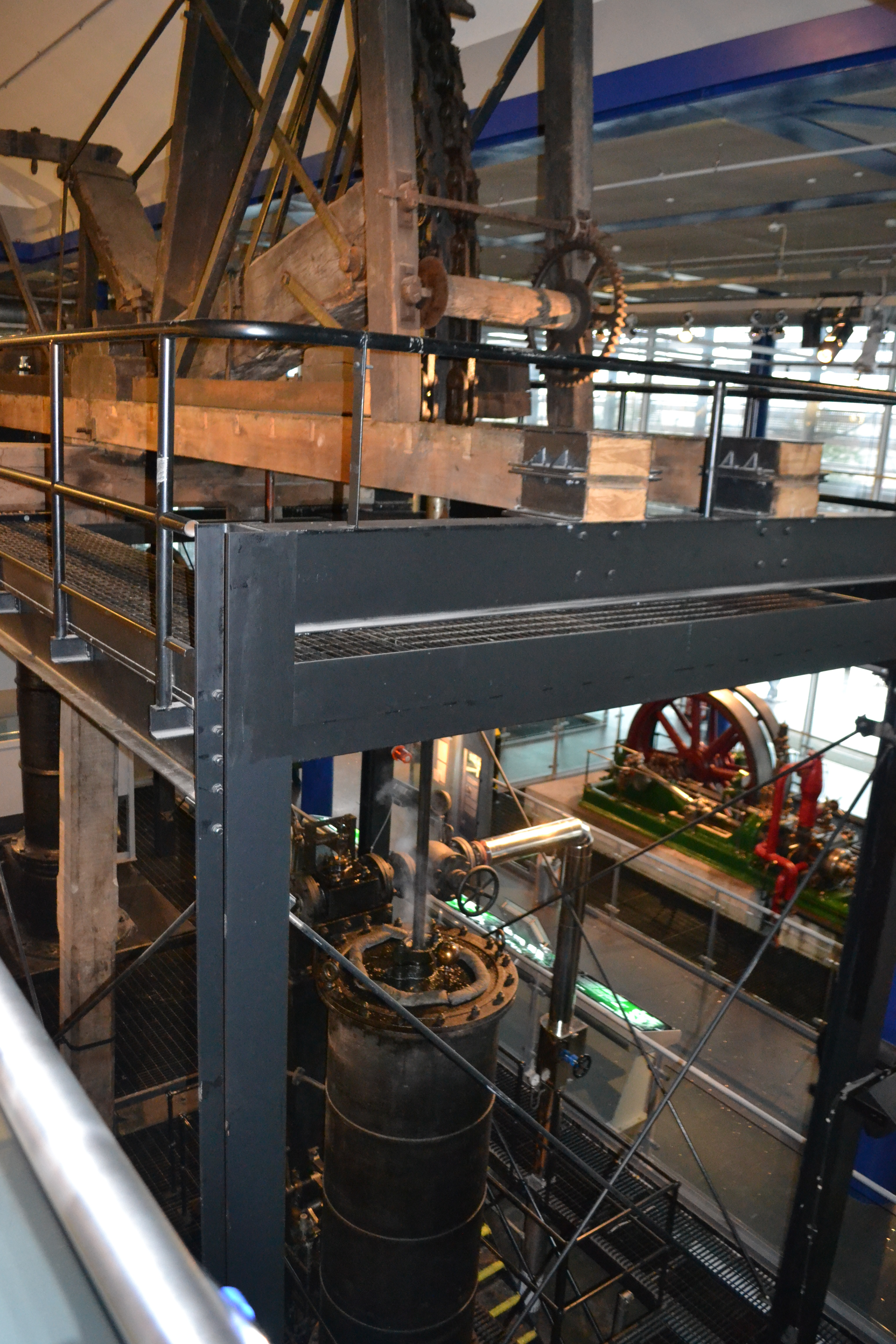
El motor de vapor al Thinktank, Museu de la Ciència de Birmingham

El motor de Smethwick és una màquina de vapor Watt feta per Boulton & Watt, que es va instal·lar prop de Birmingham (Anglaterra) i es va posar en servei el maig de 1779. Actualment es conserva al Thinktank, Museu de la Ciència de Birmingham i és la màquina de vapor en funcionament més antiga i el motor més antic del món.
Originalment, era una de les dues màquines de vapor utilitzades per bombar aigua fins al nivell de 150 metres del Canal de BCN Main Line (Canal Birmingham) a Smethwick, prop de la Foneria Soho on es va construir. L'altre motor, també construït per Boulton & Watt, era a l'altre extrem del nivell, a Spon Lane. El 1804 es va afegir un segon motor de Boulton & Watt juntament amb el motor de 1779.
Els motors eren necessaris, ja que les fonts d'aigua locals eren insuficients per proveir d'aigua a les sis rescloses de cada costat del canal. Es podrien haver evitat les rescloses si s'hagués construït un túnel, però per a James Brindley el terra era massa inestable per construir un túnel amb les tècniques disponibles en el moment. En la dècada del 1780, John Smeaton va construir un muntatge, que va permetre eliminar tres de les sis rescloses.

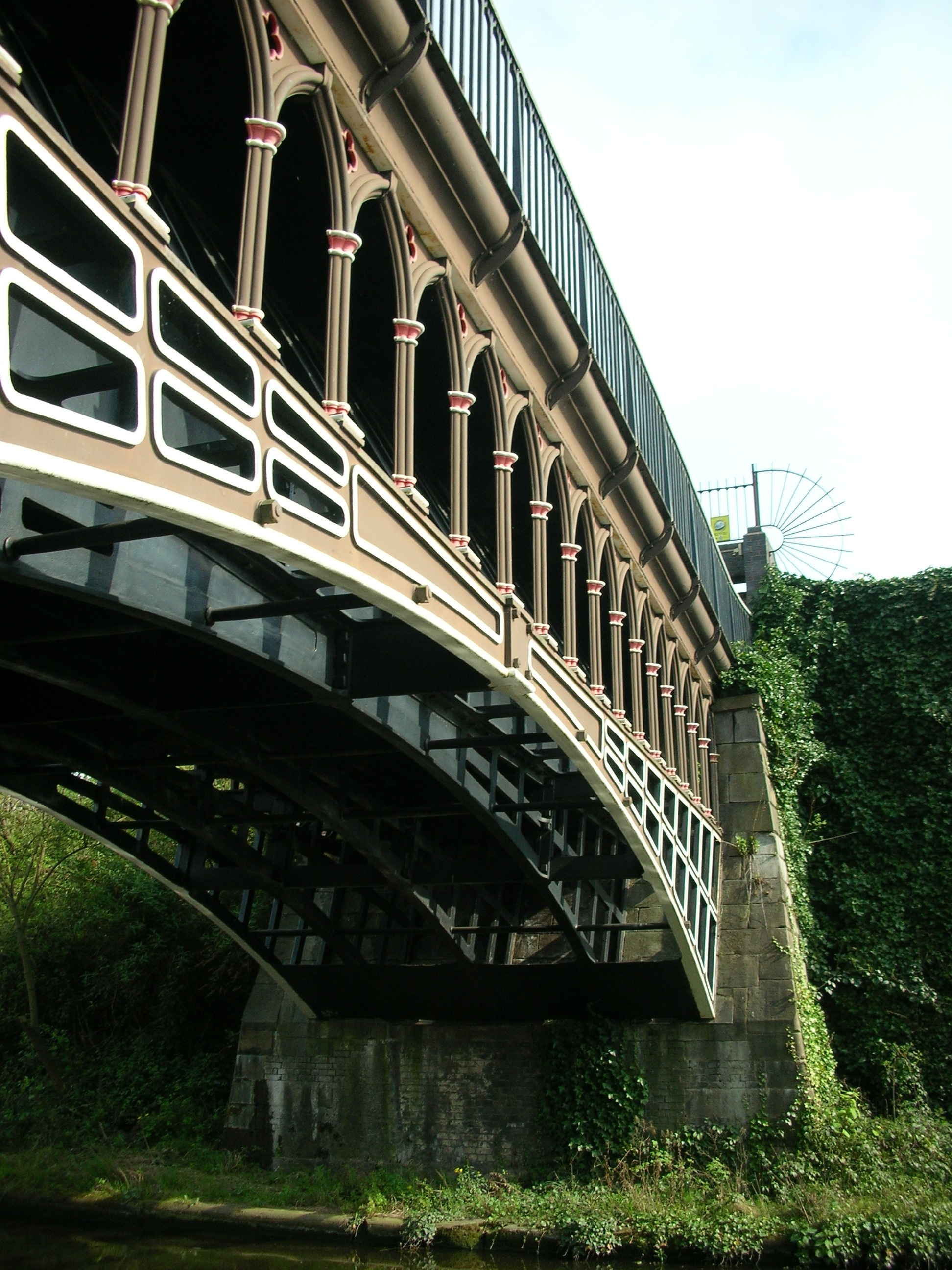
L'Aqüeducte d'Engine Arm

En la dècada de 1820, Thomas Telford va construir un nou canal paral·lel a l'antic amb més profunditat, a 453 peus segons el Nivell Birmingham, tot creant l'excavació més gran feta per l'home fins aquell moment. Es va estendre pel pont Galton. El motor va seguir sent necessari, malgrat aquests avenços, i Thomas Telford va construir l'Aqüeducte d'Engine Arm que connecta el canal de la branca Engine Arm per la seva nova línia principal, de manea que el carbó encara podia ser transportat al llarg del braç per alimentar el motor de Smethwick.

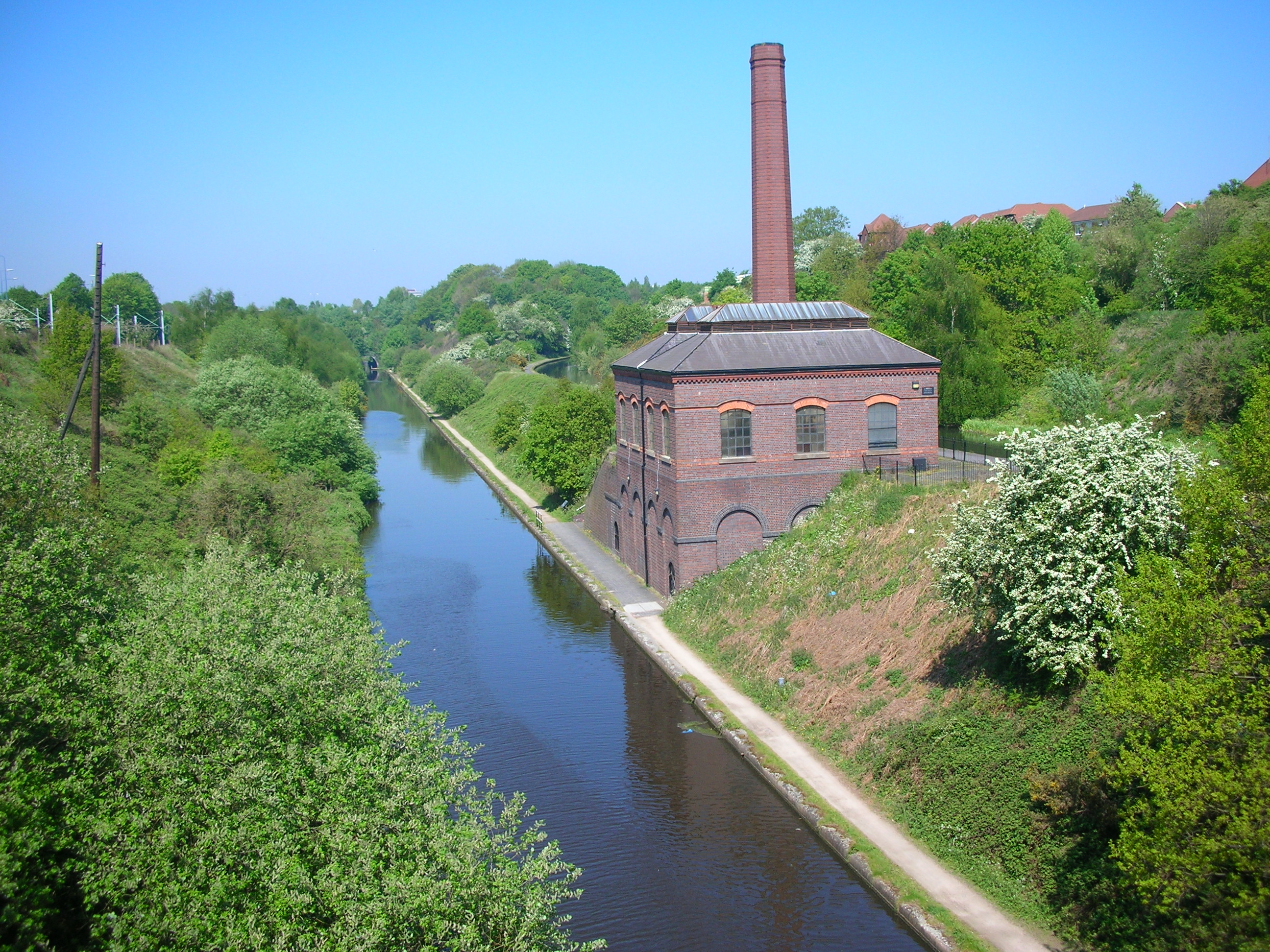
La nova estació de bombament de Smethwick

El 1892, es va reemplaçar el motor en una nova casa de bombament, ara classificada amb grau II, al costat de Brasshouse Lane, ja que la reparació del motor original de Smethwick era poc rendible. El motor original de Smethwick es va retirar llavors al dipòsit de British Waterways a Ocker Hill, on va romandre fins a ser adquirit per l'Ajuntament de Birmingham. Avui en dia és part de la col·lecció del Museu de Birmingham i està en exhibició al Thinktank, Museu de la Ciència de Birmingham a l'edifici Millennium Point. És el motor en funcionament més antic del món.

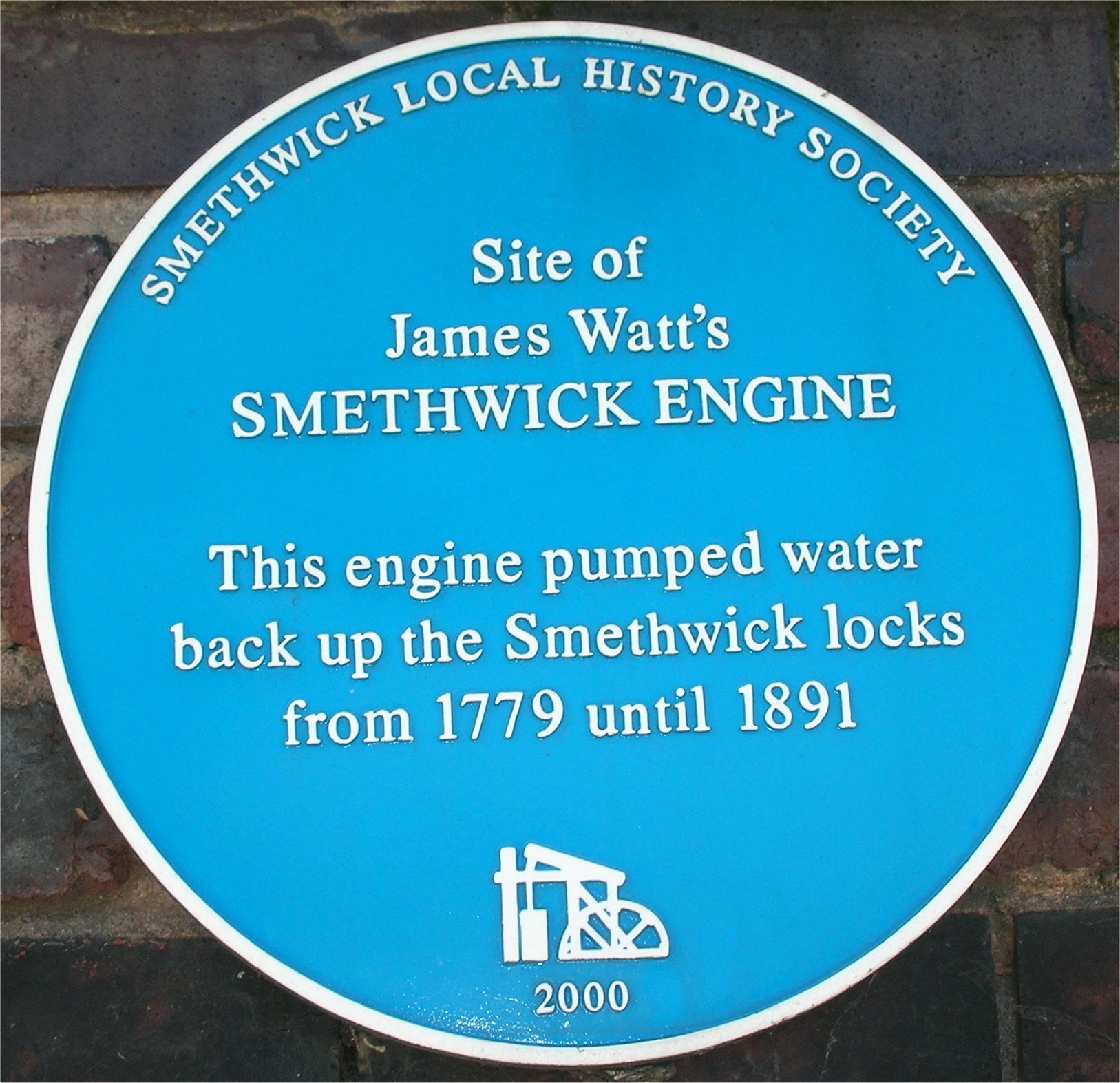
Placa blava al lloc del motor de Smethwick

El 1897 es va demolir la casa de màquines. Encara es pot veure el seu lloc i fonaments originals al pont Street North de Smethwick, just al nord de la cruïlla amb Rolfe Street. Es poden concertar visites al lloc a través del Centre de Patrimoni del Canal de la Vall Galton, establert a l'estació New Smethwick Pumping i obert regularment pel Servei del Museu Sandwell i The Friends of Galton Valley.
Un episodi de The Water Boatman, presentat per Alan Herd a Discovery Shed, va destacar l'estació de bombament el novembre de 2011.